# Gare de Saverne
Gare de Saverne – stacja kolejowa w Saverne, w departamencie Dolny Ren, w regionie Grand Est, we Francji.
Jest stacją Société nationale des chemins de fer français (SNCF), obsługiwaną przez pociągi TGV, TER Alsace i TER Lorraine.